# Diane Nelson
Pour les articles homonymes, voir Nelson.
Diane Nelson est une curleuse canadienne née le 1er juillet 1958 à Burnaby, au Canada.

## Palmarès

### Jeux olympiques
| Édition    | Salt Lake City 2002 |
| Classement | Bronze              |

### Championnats du monde
| Édition    | Glasgow 2000 |
| Classement | Or           |